# Certificat de conformité de l'Union douanière
 (octobre 2019).
Pour assurer la sécurité de la vie et la santé aux citoyens de la fédération de Russie, de nombreux types de produits sont passibles d'évaluation de conformité dans différents systèmes de certification. On utilise de divers moyens de certification pour cela:
- déclarations;
- certificats de conformité;
- certificats d'enregistrement d'État;
- d'autres documents.

Par exemple, Certificat de conformité de l'Union Douanière Russie-Biélorussie-Kazakhstan .

## L'histoire
Maintenant[Quand ?] la principale structure contrôlant  sur le territoire de la fédération de Russie est Gosstandart. Cependant en raison du fait que plusieurs normes, qui étaient présentées auparavant à production par GOST (la fédération de Russie), ont été développées il y a plusieurs décennies, elles ne répondent plus aux exigences modernes.
En raison de cela, après que l'Union Douanière Russie-Biélorussie-Kazakhstan a été formée, contrôle de plusieurs marchandises a subi plusieurs changements. Une nouvelle procédure se réalise en conformité avec des règlements techniques. Ces règlements sont établis en tenant compte des exigences des consommateurs modernes et sur la base des standards internationaux. Elaboration des règlements techniques se réalise par la Commission de l'Union Douanière Russie-Biélorussie-Kazakhstan. On n'a accepté maintenant que les normes sur certaines catégories de produits. Cependant, dans le futur  on planifie la réalisation de certification notamment sur la base des Règlements Techniques dans les pays de l'Union Douanière Russie-Biélorussie-Kazakhstan.

## Certificat de conformité de l'Union Douanière Russie-Biélorussie-Kazakhstan
Le but de ces changements cardinaux est l'étude meilleure et approfondie de production fabriquée et réalisée, mais aussi la création de la zone commune commerciale sur le territoire des États. Ces changements doivent satisfaire non seulement les intérêts des consommateurs, mais aussi les intérêts des producteurs de production. L'avantage de ce document (le certificat de l'Union Douanière Russie-Biélorussie-Kazakhstan ) c'est qu'il peut être utilisé dans n'importe quel pays de l'Union douanière Russie-Biélorussie-Kazakhstan. Cela permet d'ouvrir de larges perspectives à l'organisation du business pour les producteurs, parce que grâce à ce document il y a une possibilité de transporter des marchandises à travers le territoire de l'Union Douanière Russie-Biélorussie-Kazakhstan sans payer de droits de douane et sans procédures douanières complexes.
Pour obtenir un certificat de l'Union Douanière Russie-Biélorussie-Kazakhstan, il est nécessaire de s'adresser au centre de certification qui a une accréditation. Il faut passer une procédure du contrôle, comprenant les étapes suivantes :
- dépôt de demande ;
- réalisation de recherche nécessaire dans des laboratoires accrédités ;
- l'estimation par des experts de documentation accordée ;
- comparaison des résultats des essais des marchandises avec les exigences des règlements techniques ;
- jugement sur la conformité des marchandises à toutes les exigences ;
- un demandeur reçoit le certificat de l'Union Douanière Russie-Biélorussie-Kazakhstan en cas de décision positive ou en cas de refus.

Il faut noter que certificat de l'Union Douanière Russie-Biélorussie-Kazakhstan est un important document de certification , qui est nécessaire pour tous les produits. Ayant régularisé ce document, les entrepreneurs peuvent fabriquer la production, la transporter et la vendre légalement sur tout le territoire de l'Union Douanière .

## La procédure de régularisation
Le certificat de l'Union Douanière Russie-Biélorussie-Kazakhstan   peut être remplacé par un document national permissive.La législation de l'Union douanière est entrée en vigueur sur les territoires de trois pays  le 1er juillet 2010. À l'étape initiale on a passé l'estimation de conformité dans le cadre des règles communes sanitaires de l'Union douanière. On pouvait régulariser le certificat de conformité volontaire de l'union douanière. Le 7 avril 2011 la Décision du Comité de l'union douanière  № 620 a été acceptée. La décision a approuvé la liste des produits pour la certification obligatoire avec la déclaration et le certificat de conformité de l'Union Douanière Russie-Biélorussie-Kazakhstan .
Le certificat de conformité de l'Union Douanière peut être régularisé dans l'organisme d'évaluation de conformité qui a accrédité dans le système national de certification . L'organisme doit être inclus au registre national des organismes de certification de l'union douanière. La procédure d'enregistrement du certificat est entamée par un demandeur lui-même. Il doit se présenter à l'organisme de certification de l'union douanière avec les documents demandés et des échantillons des produits, si les marchandises n'ont pas encore passé des tests de laboratoire .
Les recherches de certification sont effectuées sur la base de l'accord entre un demandeur et le laboratoire d'essai. Ce laboratoire doit avoir le certificat national d'accréditation pour faire des recherches de certification. Et aussi le laboratoire doit être inclus au registre national des laboratoires d'essai de l'union douanière, avoir le droit de réaliser des mesures et le droit de délivrer un certificat de conformité unique de l'union douanière .
Les spécialistes de l'organisme de certification aident choisir le schéma d'estimation de conformité de production au demandeur. Le schéma d'estimation de conformité de production doit être convenant et admissible selon des lois de l'union douanière. Ensuite les spécialistes analysent la documentation accordée. Ils doivent se convaincre de la suffisance, la cohérence et la fiabilité de l'information.
Sur la base du protocole des essais, l'expert de l'organisme de certification fait une conclusion sur conformité de production estimée aux exigences spécifiques des décisions  du comité de l'union Douanière  № 620. Le protocole des essais doit inclure des paramètres réels de toutes les caractéristiques qu'il faut valider conformément au document régissant. Si l'expert est convaincu que toutes les caractéristiques réelles sont dans des limites acceptables, il peut faire une conclusion sur conformité de production aux exigences de la législation de l'union douanière. Ensuite il peut régulariser le certificat de conformité de l'Union Douanière Russie-Biélorussie-Kazakhstan .
L'étape suivante c'est l'enregistrement d'État du certificat de conformité de l'Union Douanière dans le registre des documents. L'appropriation du numéro d'enregistrement, qui est unique sur le territoire de l'Union Douanière, peut être considéré par l'étape finale. L'étape est suivie par le transfert du certificat de conformité à son propriétaire.

## Validité du certificat
La validité du certificat de conformité de l'Union douanière dépend du schéma d'estimation de conformité, du type de produit, de la présence ou l'absence de certificat du système du management de l'entreprise chez le candidat-producteur. Ce certificat confirme l'exécution des exigences de la norme ISO 9010  et d'autres facteurs.
Les formes communes des documents de permis de l'Union Douanière sont affirmées par la décision du comité de l'union Douanière  № 563 (02.03.2011). Dans le cadre du document régissant on affirme le certificat commun de conformité de l'Union Douanière et la déclaration commune de l'Union Douanière.
La législation douanière prévoit la possibilité du remplacement de procédure de réception du certificat de conformité de l'Union douanière par un document de permis dans le cadre du système national de certification sur le territoire des pays de l'Union douanière.

## Particularités du Certificat de conformité de l'Union Douanière
Mais la législation de l'Union douanière prévoit certaines particularités, importantes pour un demandeur, en comparaison avec des documents de permis régularisés au système de certification obligatoire de la fédération de Russie GOST R
Le certificat de conformité de l'Union Douanière agit sur les territoires de trois pays de l'Union, pendant que les documents de permis nationaux est en vigueur sur le territoire de pays, où on a régularisé ce certificat. Le certificat GOST R est en vigueur sur le territoire de la fédération de Russie. Le certificat de conformité de l'Union douanière peut être régularisé sur la production en série pour 5 ans. Une durée de validité maximale pour certificat GOST R  est trois ans.
Le certificat commun de conformité de l'Union Douanière (ainsi que des certificats nationaux de conformité) peut être régularisé en ordre obligatoire (sur production incluse à décisions du comité de l'union Douanière № 620). Le certificat de l'Union douanière  peut être régularisé sur la base volontaire pour des marchandises, sur lesquelles la réception obligatoire du certificat de l'Union douanière est nécessaire .
Si on demande la régularisation obligatoire du certificat de conformité de l'Union Douanière sur production, cette condition se répand à la production fabriquée dans les pays de l'Union, mais aussi sur les marchandises étrangères. De plus en cas de présence, par exemple, du certificat de conformité de l'Union Douanière sur des marchandises chez  producteur russe, il n'y a pas de nécessité de régulariser le certificat supplémentaire en cas d'importation aux pays de l'Union Douanière.
Lors de l'importation sur le territoire des pays de l'Union Douanière  il faut recevoir le certificat de conformité de l'Union Douanière  jusqu'au moment de franchissement de la frontière de l'Union Douanière.
Il faut régulariser le certificat de conformité de l'Union Douanière sur certains types des produits avant l'introduction le réglage en forme du règlement technique par la législation de l'Union Douanière .